# Degerschlacht
Degerschlacht, Reutlingen-Degerschlacht — dzielnica miasta Reutlingen w Niemczech, w kraju związkowym Badenia-Wirtembergia.